# Opstandingskerk (Hamburg)
De Opstandingskerk (Duits: Auferstehungskirche) is een monumentaal luthers kerkbouw in Barmbek-Nord, een Stadtteil van Hamburg.

## Geschiedenis

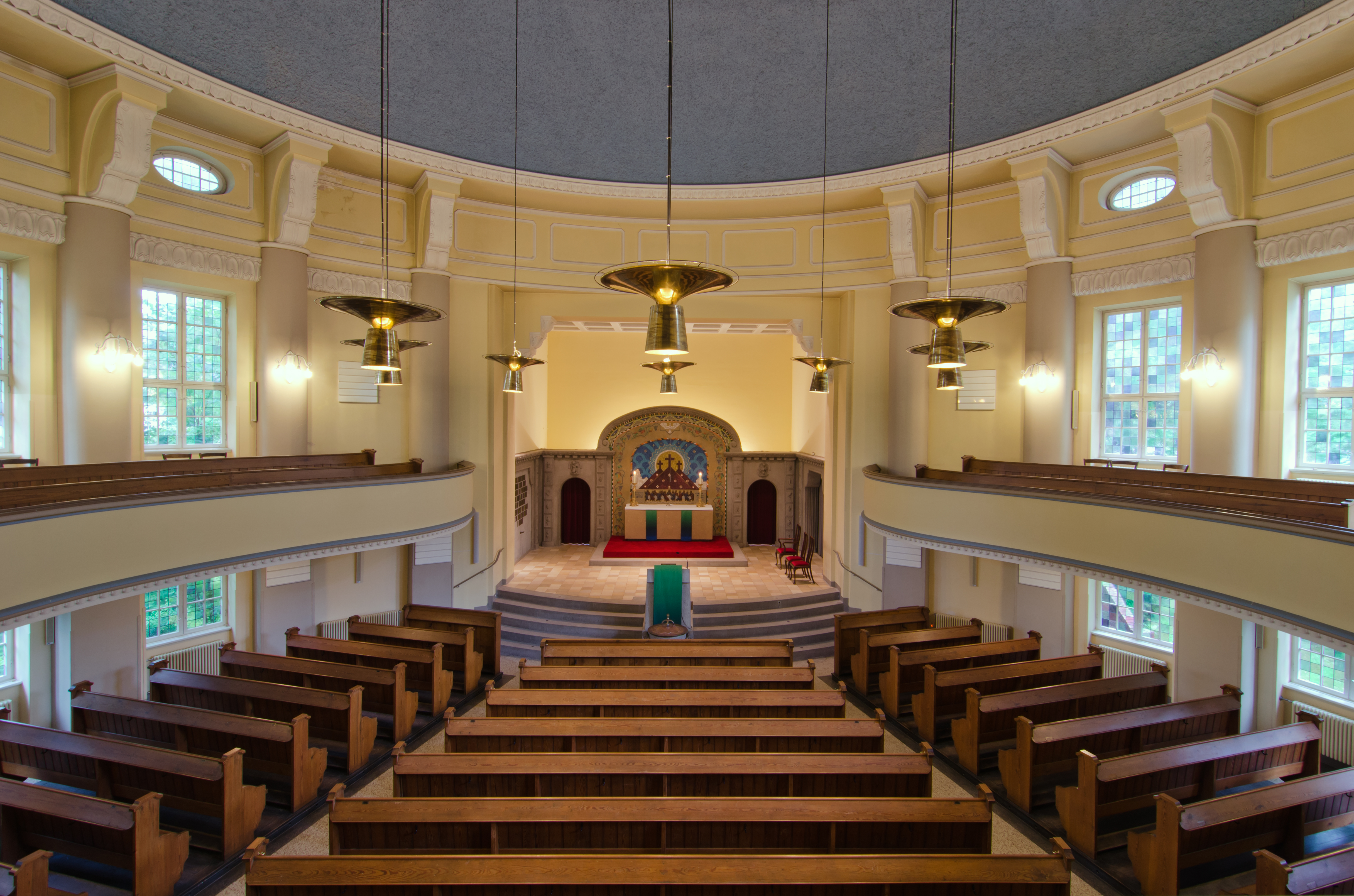
Interieur richting altaar

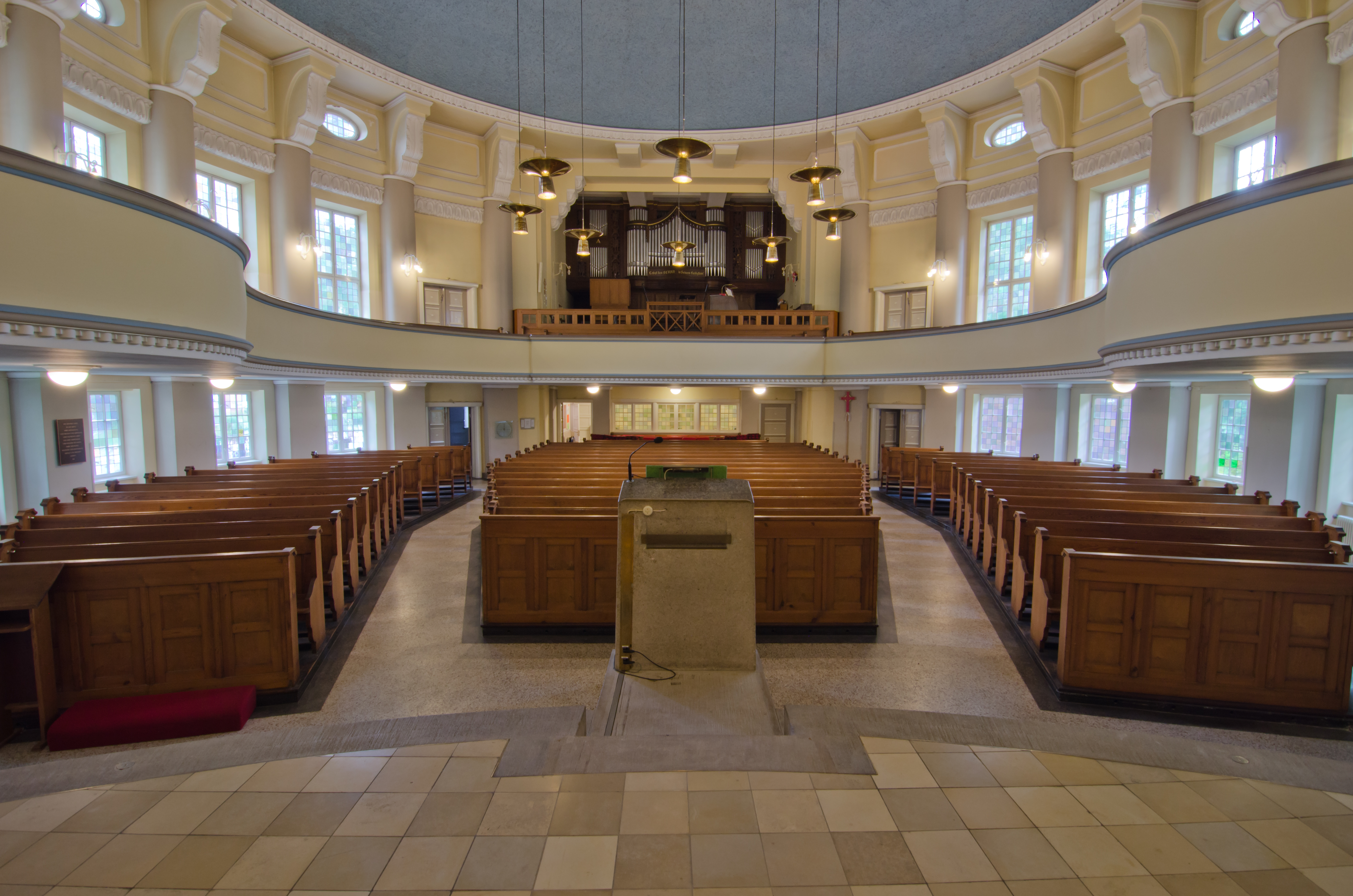
Interieur richting orgel

Eeuwenlang bezat de bevolking van Barmbek geen eigen kerk. Pas in 1900 kreeg de plaats met de bouw van de katholieke Sophiakerk een eerste, eigen kerk. Enkele jaren later verrees tussen 1902 en 1903 in het centrum van het voormalige dorp ook een lutherse kerk, de Heilige Geestkerk (Heiligengeistkirche). Het stormachtig groeiende Barmbek telde destijds al ongeveer 20.000 inwoners en de lutherse kerkenraad streefde daarom naar de bouw van een volgende kerk. Nadat een stuk grond ter beschikking stond werden er vier architecten uitgenodigd om ontwerpen te tekenen voor een eenheidsbouw dat onderdak bood aan een kerk, meerdere ruimten voor bijeenkomsten en jeugdwerk en een parochiehuis. Unaniem werd gekozen voor het ontwerp van de destijds 33-jarige architect Camillo Günther.     
De bouw liep echter grote vertragingen op wegens het niet rond krijgen van de financiën. De inzet van meerdere voorsprekers, een handtekeningactie en de toenemende noodzaak (in Barmbek woonden in 1914 intussen al 108.056 gemeenteleden met slechts de kleine Heilige Geestkerk tot hun beschikking) leidde uiteindelijk in september 1915 tot het over de brug komen van de synode met een bedrag van 205.000 mark. Een laatste obstakel vormde de door de intussen begonnen oorlog dienstplichtig geworden architect, maar een militaire commissie gaf Camillo Günther enige tijd uitstel om zo de bouw te kunnen leiden. Op 23 januari 1916 werd de eerste steen gelegd en op 16 mei 1920 werd de kerk ingewijd. 
Barmbek werd tijdens de Tweede Wereldoorlog zeer zwaar getroffen door het oorlogsgeweld, maar ondanks de zware bombardementen bleef de kerk voor schade gespaard. Het slechts op enkele meters afstand verwijderde gemeentehuis en de omliggende huizenblokken leden echter wel forse schade.

## Beschrijving
De kerk is een met bakstenen omkleed betonnen gebouw en werd als ronde kerk met een aangevoegde nis voor het altaar uitgevoerd. De koepel bestaat uit een binnenste vlakke koepel en een hogere buitenste koepel van betonnen ribben en daarop een barokke lantaarn waarin de klokken hangen. De kerk heeft 400 zitplaatsen in het kerkschip en nog eens 230 zitplaatsen op de galerijen. Boven het hoofdportaal omvatten keramische engelen het kruis en daaronder is de tekst "ihr seid teuer erkauft, werdet nicht der menschen knechte" (gij zijt met een prijs gekocht; wordt niet langer slaven van mensen; 1 Korintiërs 7:28) geplaatst. Andere opvallende decoratieve elementen zijn de beide hoofden van de hervormers Maarten Luther en Philipp Melanchthon met daarboven het grote keramische kruis aan de hoofdgevel, de klok en daarom heen de symbolen van de dierenriem, de omlijstingen van de portalen en de reliëfs die scènes uit de Bijbel voorstellen.  
Het gebouw, bestaande uit de kerk, een parochiezaal, een tussenvleugel, de pastorie en de tuin, prijkt sinds 2000 op de monumentenlijst van Hamburg.

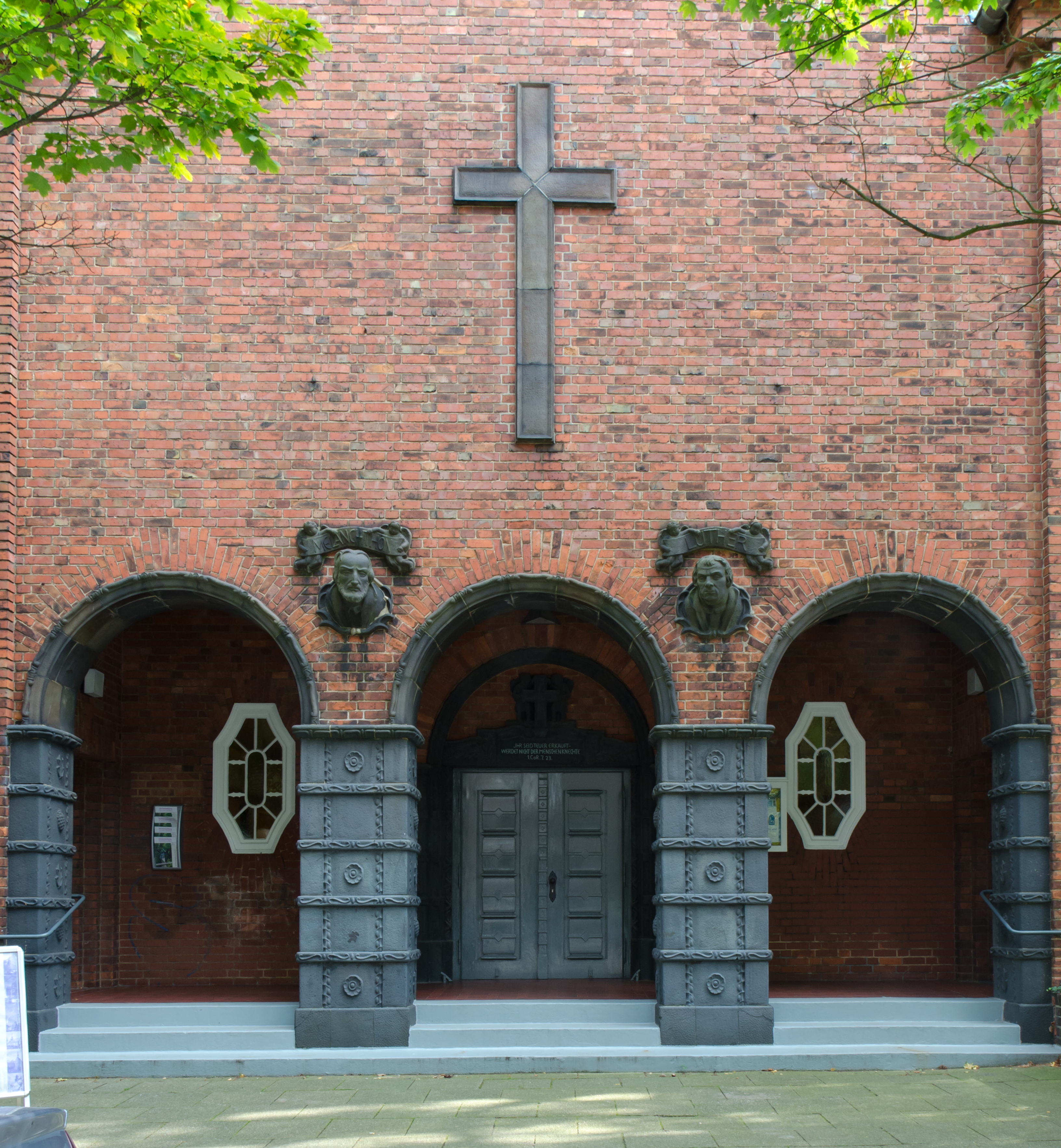
Ingang
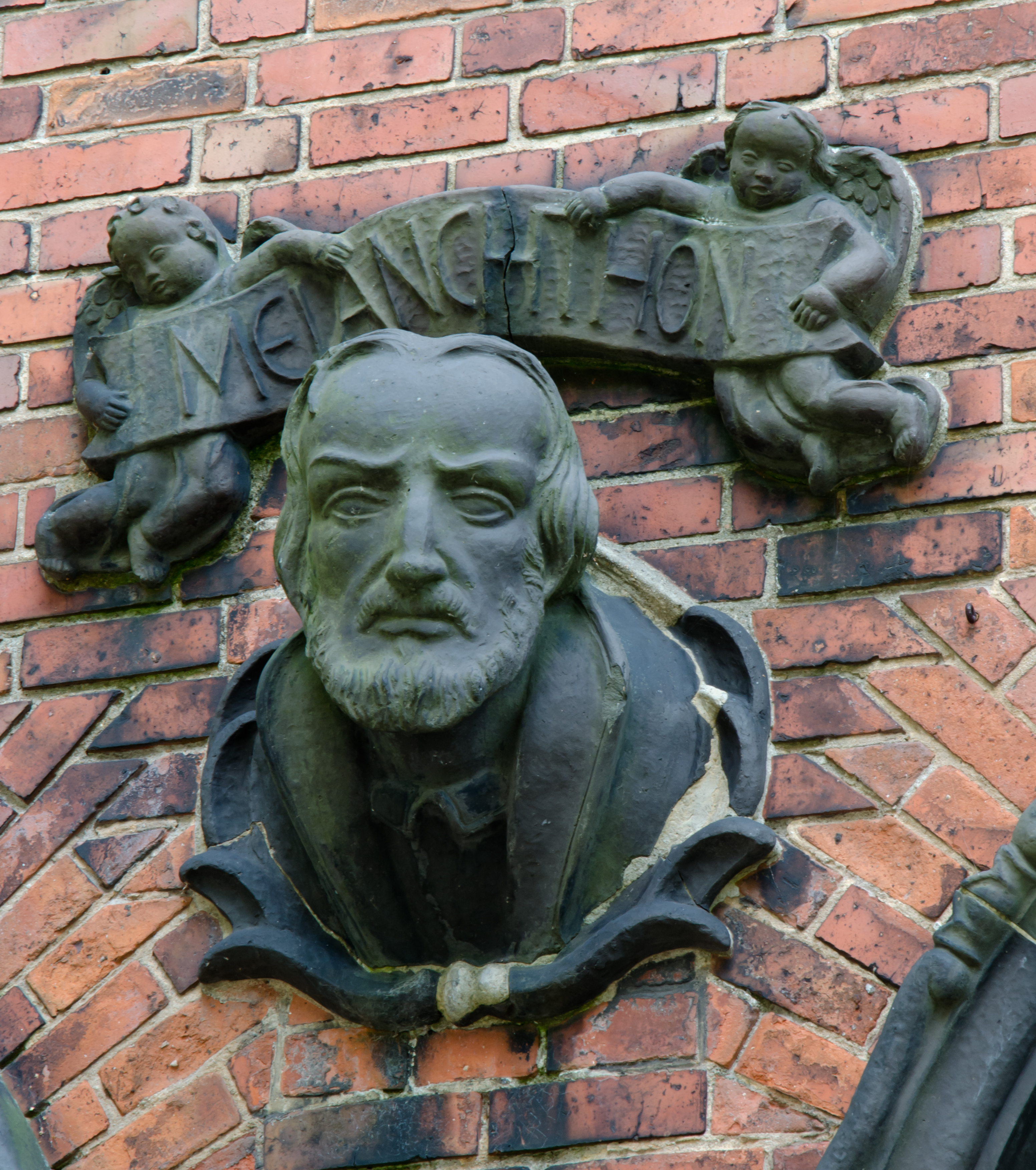
Beeld Philipp Melanchton
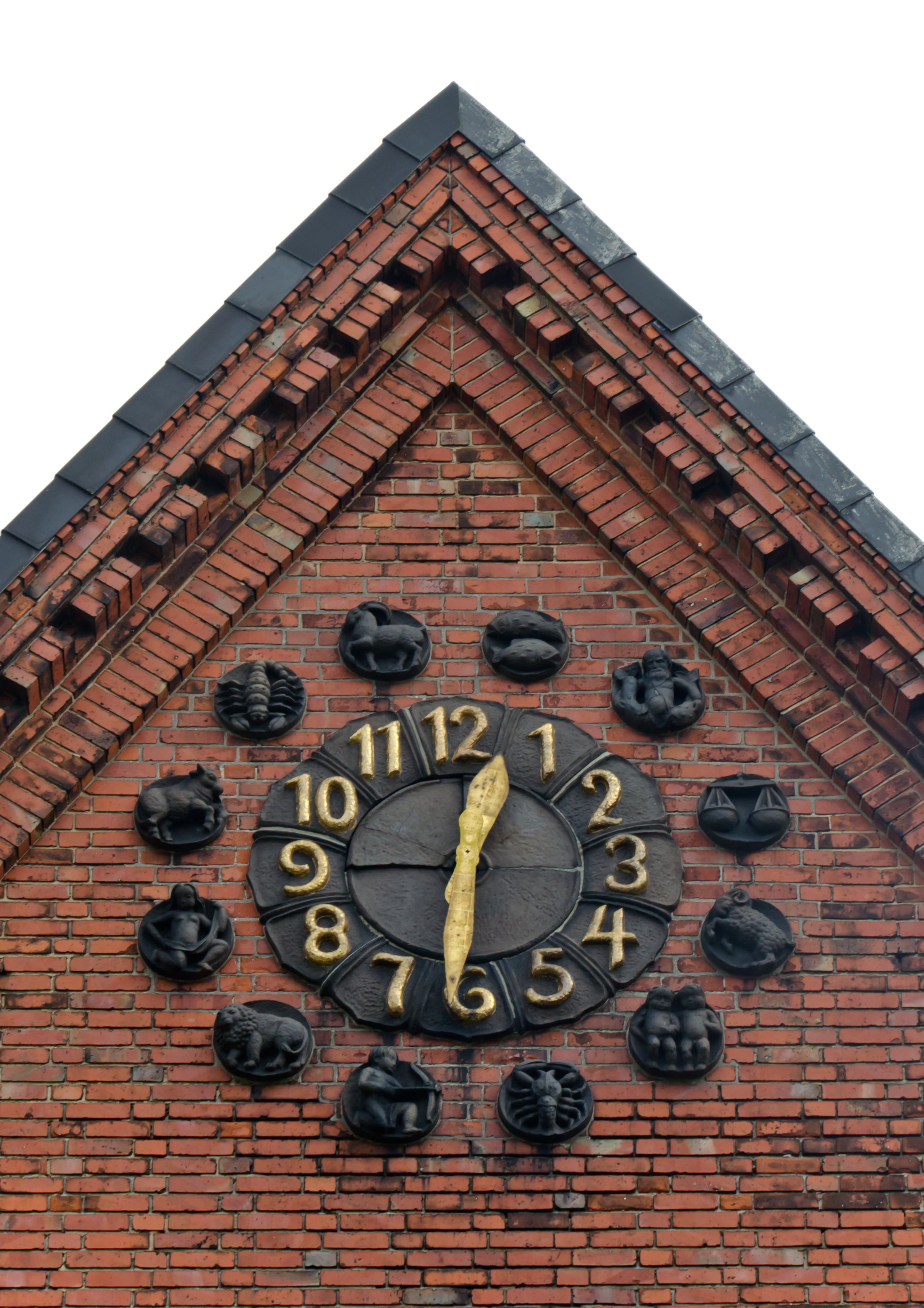
Klok met de tekens van de dierenriem
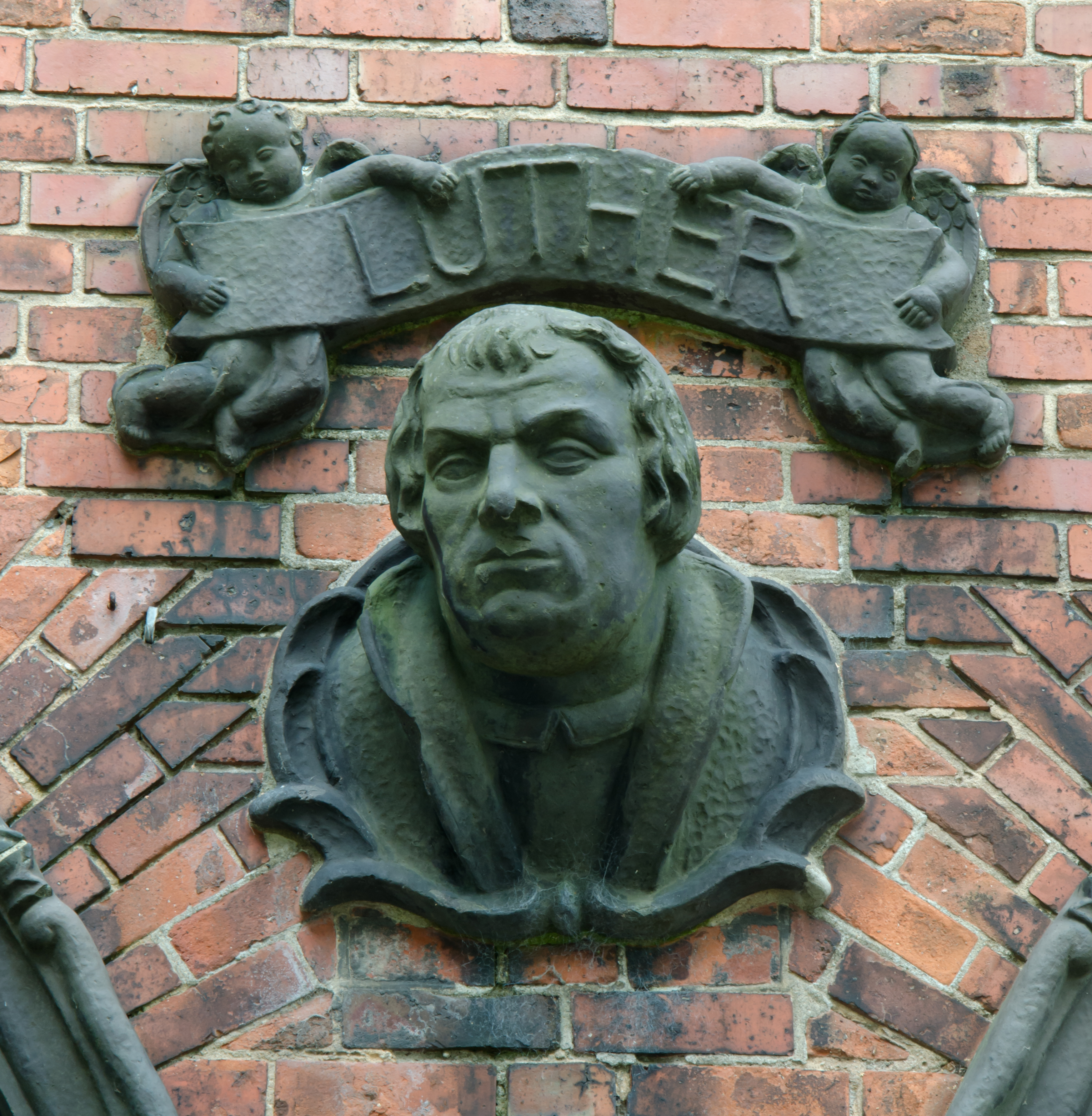
Beeld Maarten Luther
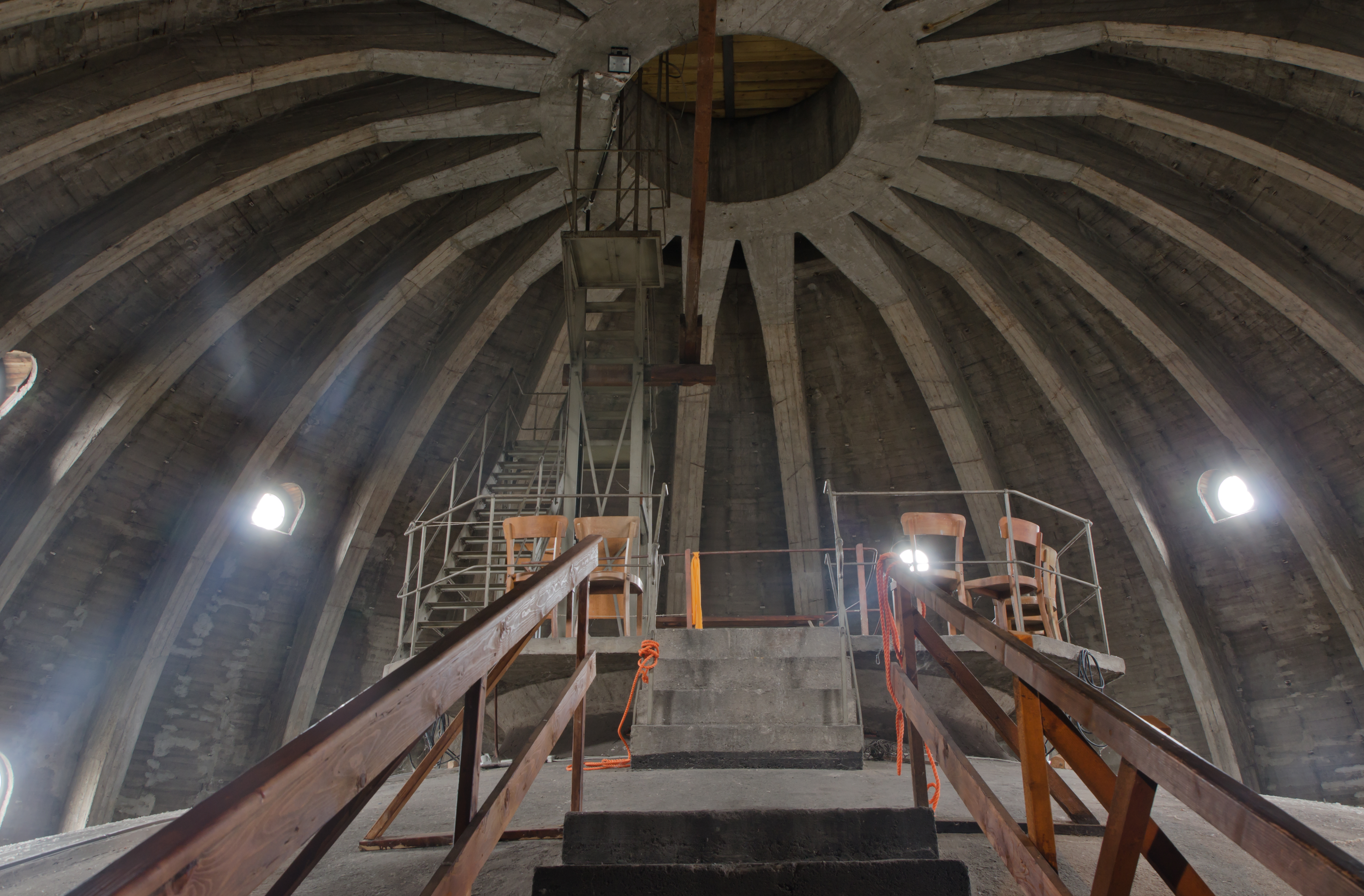
Ruimte tussen de binnenste en buitenste koepel

## Interieur

### Kansel en doopvont
De kansel van natuursteen werd geschonken door een lid van de kerkenraad, Heinrich Dreckmann, en wordt aan de voorkant gesierd door een adelaar en het opschrift Die auf den Herrn harren, kriegen neue Kraft, dass sie auffahren mit Flügeln wie Adler (Jesaja 40:31). Bij de kansel bevindt zich het doopvont van kunststeen met aan elke kant een engel. Aan de bovenste rand is het inschrift Wisset ihr nicht, welches Geistes Kinder ihr seid? (Lucas 9:55).

### Altaar
Het altaar werd eveneens van kunststeen gemaakt. Het mozaïek van het altaar stamt van Axel Bünz en beeldt Golgotha met de drie kruisen omgeven door de Paaszon uit. Daaronder bevindt zich een uit lindenhout gesneden voorstelling van het Avondmaal van Richard Kuöhl. Rechts van het altaar is achter een voorhang de toegang naar de sacristie en op de tegenoverliggende kant het inschrift Opfer zweier Weltkriege - Männer Frauen Kinder - dahingerafft auf Schlachtfeldern - in der Heimat auf der Flucht - in der Gefangenschaft - die Gestalt dieser Welt vergeht - Aber des Herrn Wort bleibt - in Ewigkeit aangebracht. Vroeger stond op deze plek een monument van een stervende soldaat. Een andere plaquette in de kerk op de zuidelijke muur herdenkt alle slachtoffers van vervolging, ongeacht religie, afkomst, ziekte of beperking, politieke voorkeur of levenswijze.  

### Orgel
Het orgel werd in 1924 door de orgelbouwfirma Walcker gemaakt en behoort tot de grootste en meest waardevolle orgels van de regio. Een eerste grote verbouwing volgde in 1954 door de firma Kemper. Door de firma G.F. Steinmeyer & Co. werd het orgel in 1965 opnieuw verbouwd en geëlektrificeerd. Het orgel bezit rond 2.600 pijpen in 38 klinkende registers. De zichtbare pijpen zijn er slechts voor de sier en staan niet op een windkanaal.

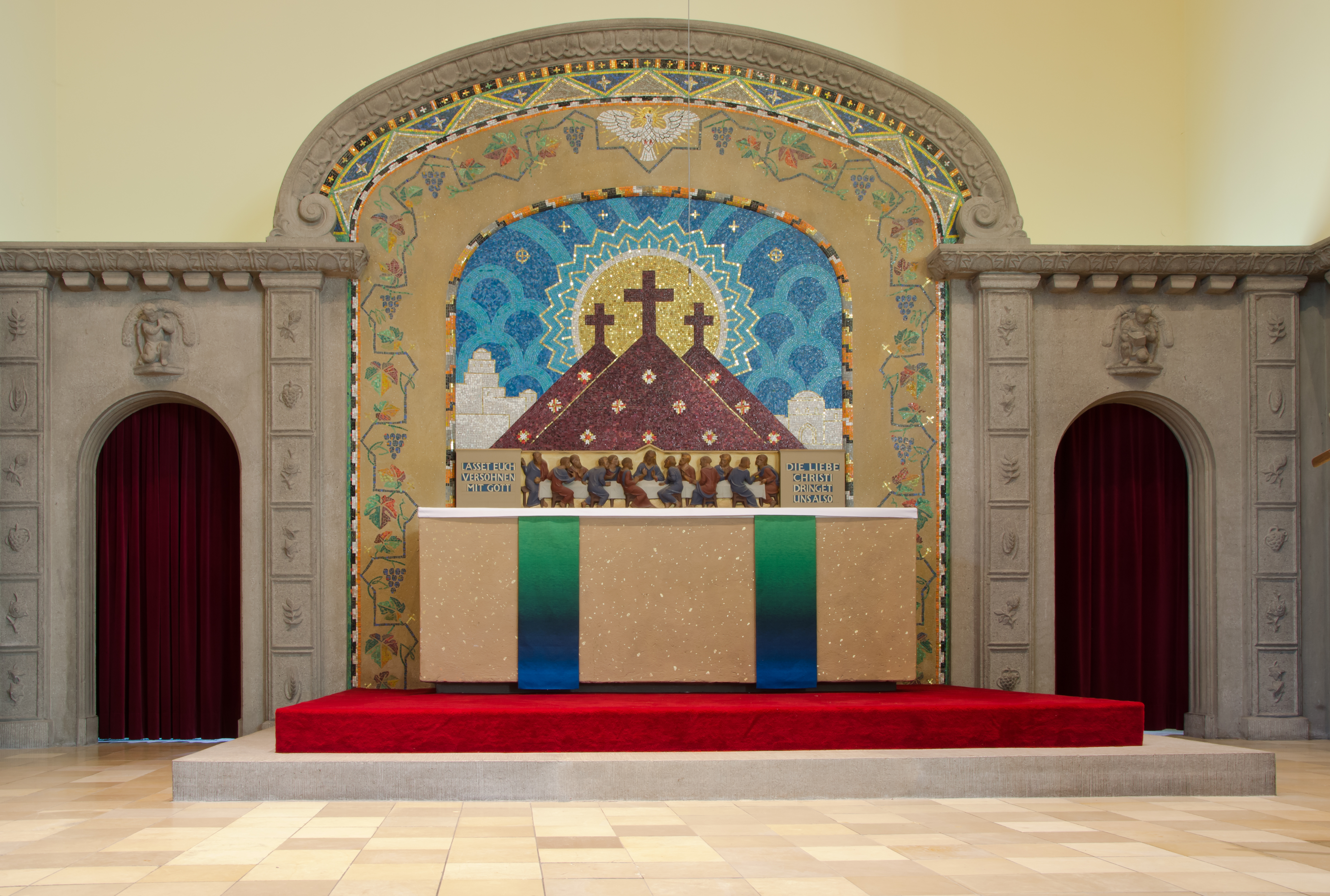
Altaar
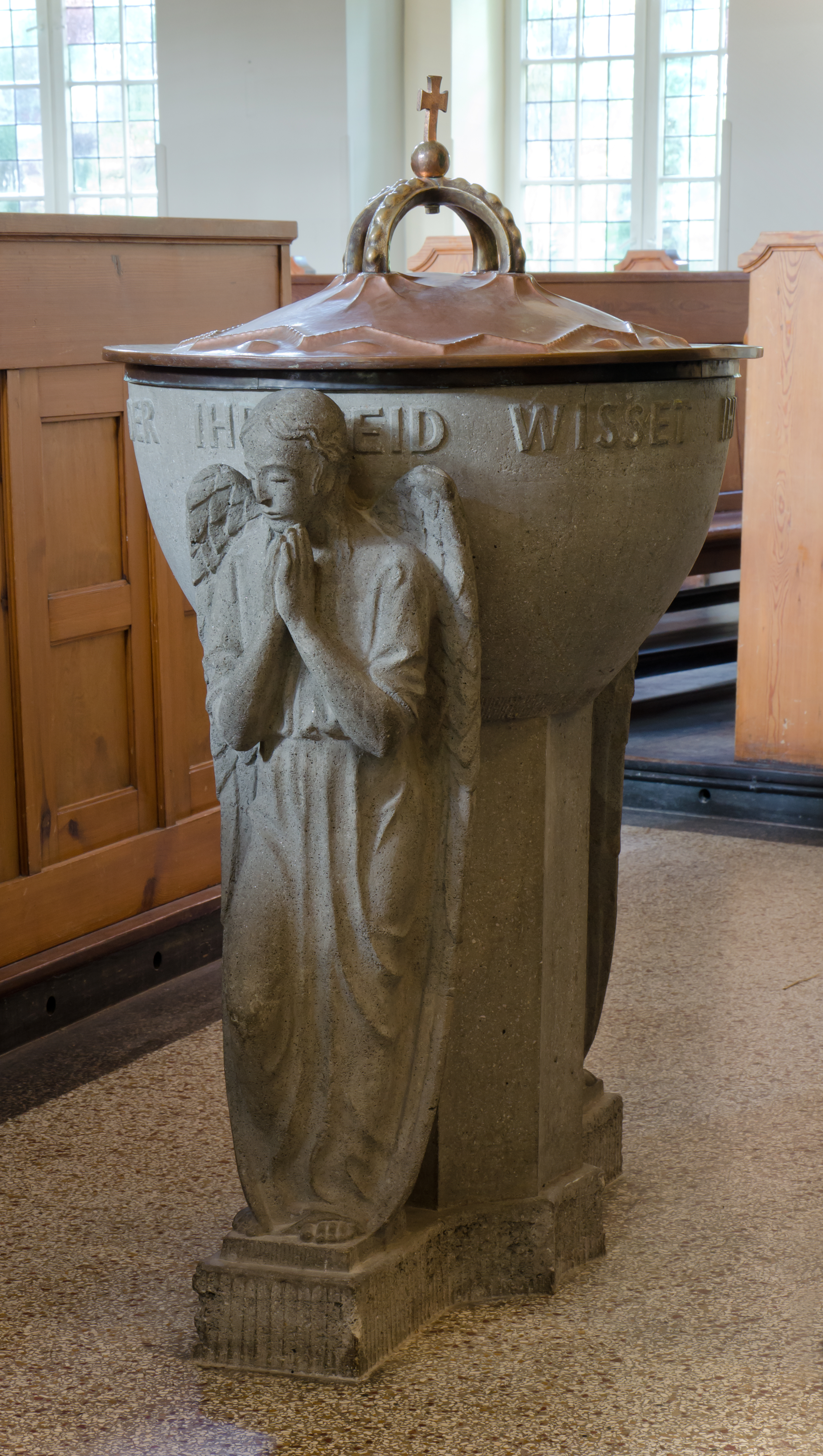
Doopvont
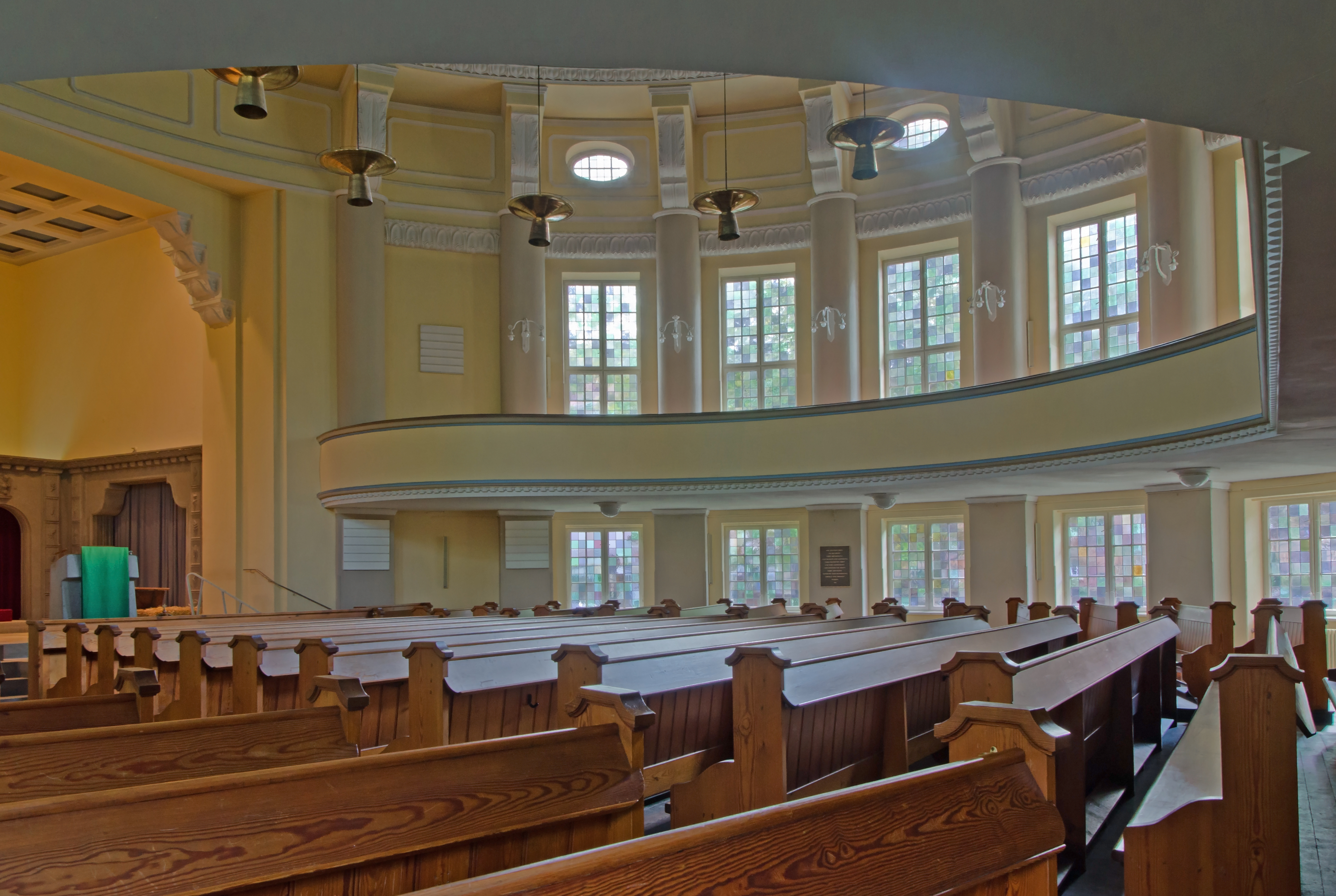
Zuidelijke galerij
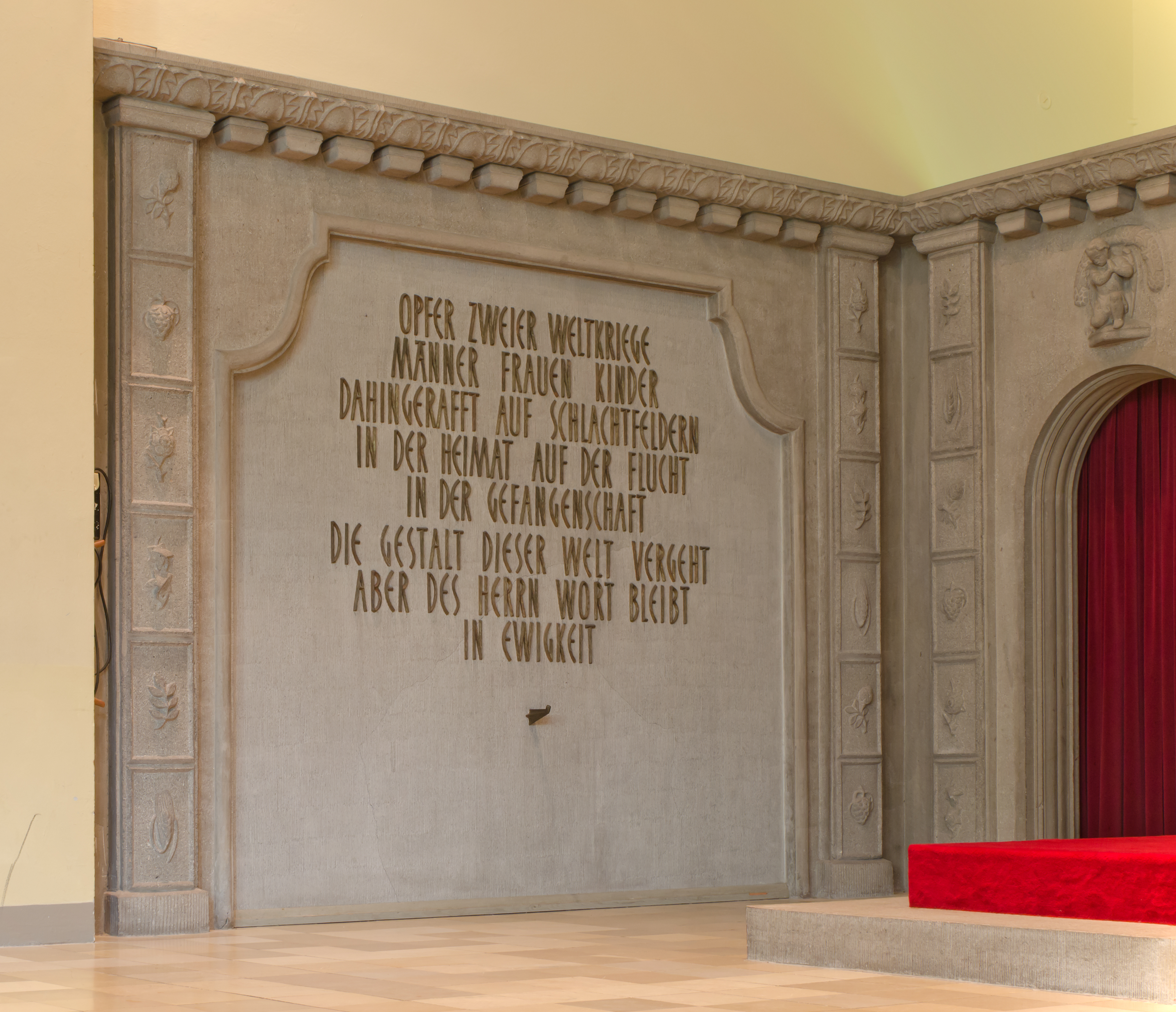
De plaats van het verwijderde oorlogsmonument
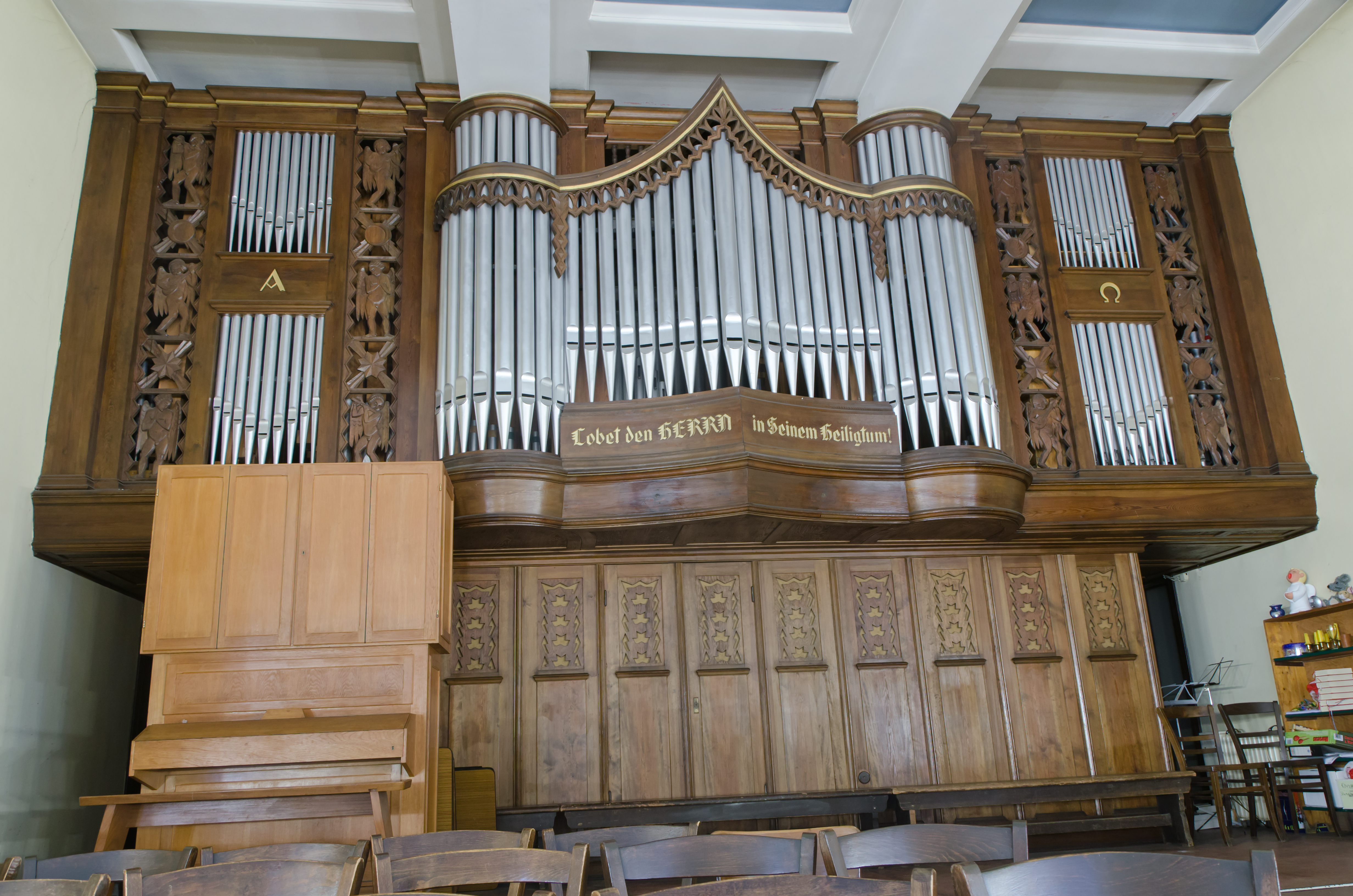
Orgel